# William Henry (Politiker, 1729)

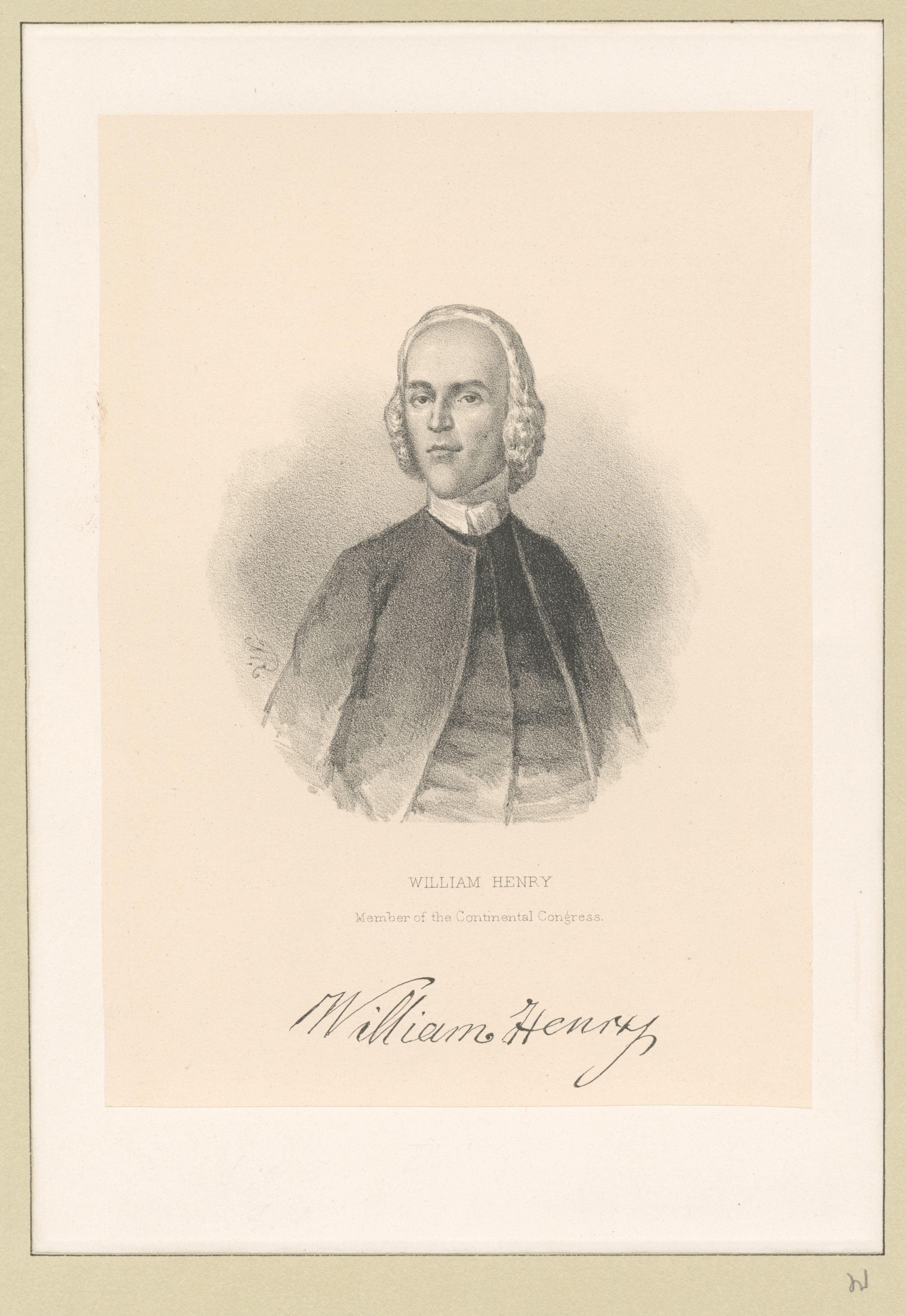
William Henry

William Henry (* 19. Mai 1729 in Lancaster, Provinz Pennsylvania; † 15. Dezember 1786 ebenda) war ein US-amerikanischer Politiker, Waffenschmied, Waffenhändler und Erfinder. In den Jahren 1784, 1785 und 1786 war er Delegierter für Pennsylvania im Kontinentalkongress.

## Werdegang
William Henry war Schottisch-irischer Abstammung. Er war der Sohn von John Henry und Elizabeth Deveny Henry. Er besuchte die öffentlichen Schulen seiner Heimat und arbeitete danach wie sein Vater als Waffenfabrikant. Während des Siebenjährigen Krieges belieferte er die britischen Truppen für die Schlacht am Monongahela mit seinen Gewehren. 1758 begleitete er als Waffenschmied die Mission von John Forbes gegen Fort Duquesne. Später arbeitete er auch in der Eisenbranche und im Handel. Er stieg dann aus der Waffenproduktion aus, die von seinen Söhnen weitergeführt wurde, und handelte stattdessen mit Waffen. Während des Unabhängigkeitskrieges versorgte er die amerikanischen Truppen nicht nur mit Waffen, sondern auch mit Bekleidung und Mehl.

### Politische Laufbahn
Vor, während und nach der Revolution bekleidete Henry verschiedene Ämter in seiner Heimat. So war er in den Jahren 1770, 1773, und 1777 Berufungsrichter. Ein Jurastudium wird in den Quellen allerdings nicht vermerkt. Im Jahr 1771 war er Kanalbeauftragter der damaligen britischen Provinz Pennsylvania. 1776 wurde er Abgeordneter im Repräsentantenhaus von Pennsylvania. Während des Unabhängigkeitskrieges bekleidete er den Rang eines Obersts. Dabei war er Assistant Commissary General. In dieser Eigenschaft belieferte er, wie oben angeführt, die amerikanischen Einheiten vor allem in seinem Heimatbezirk mit benötigten Materialien. Im Jahr 1777 wurde Henry Mitglied im Sicherheitsausschuss seiner Heimat und von 1777 bis 1785 war er Bezirkskämmerer im Lancaster County. 1780 war er zusätzlich Vorsitzender Richter am dortigen Berufungsgericht. In den Jahren 1784 und 1785 vertrat er Pennsylvania im Kontinentalkongress. Er war Mitglied der American Philosophical Society.

### Erfindungen
1760 reiste William Henry nach England. Auf dieser Reise entstand möglicherweise die Idee ein Schiff zu bauen, dass von einer Dampfmaschine angetrieben wurde. Er soll 1763 das erste Boot Amerikas mit Dampfmaschine und Schaufelrad ausgestattet haben, das jedoch auf dem Conestoga sank. Robert Fulton wurde wahrscheinlich von ihm zum Bau von Dampfschiffen inspiriert. 1768 erfand William Henry ein Gerät zur automatischen Regulierung der Abluft eines Ofens. 1771 erfand er einen Schneckenförderer.

### Familie
Im Januar 1755 heiratete er Ann Wood. Sie hatten 13 Kinder. William Henry starb am 15. Dezember 1786 in seiner Heimatstadt Lancaster.